# 张景龄
张景龄（1927年—1993年），男，湖北武昌人，中国有机化学家，曾任华中师范学院副院长，华中师范大学教授、博士生导师，中国化学会理事。